# Sonchamp
 Sonchamp  es una población y comuna francesa, en la región de Isla de Francia, departamento de Yvelines, en el distrito de Rambouillet y cantón de Saint-Arnoult-en-Yvelines.

## Demografía
| 890 | 1017 | 1062 | 1301 | 1443 | 1485 |
| Para los censos de 1962 a 1999 la población legal corresponde a la población sin duplicidades (Fuente: INSEE [Consultar]) |      |      |      |      |      |